# Violencia doméstica contra el varón

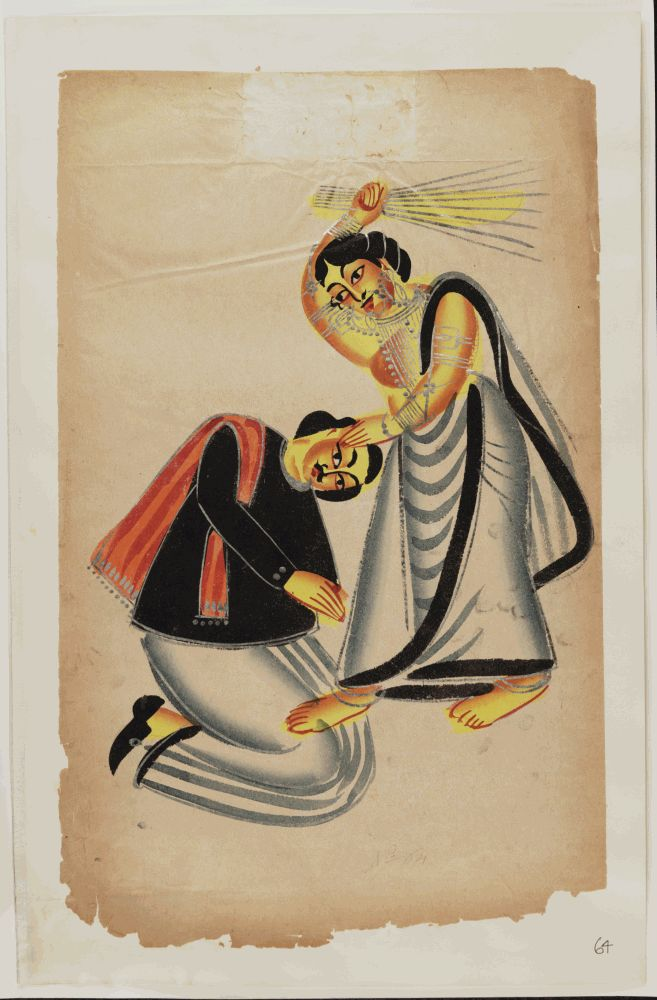
Pintura bengalí: Mujer golpeando a un hombre con la escoba (1875).

La violencia doméstica contra el varón o violencia intrafamiliar contra los hombres es un concepto utilizado para referirse a la violencia ejercida en el terreno de la convivencia familiar o asimilada por parte de la pareja del varón; comprende todos aquellos actos violentos, desde el empleo de la fuerza física, hasta el hostigamiento, acoso psicológico o la intimidación.
Los hombres que denuncian la violencia doméstica pueden enfrentarse a la estigmatización social por su percepción de falta de ser macho y otras denigraciones de su masculinidad. Además, la violencia de pareja (VPI) contra los hombres es generalmente menos reconocida por la sociedad que la VPI contra las mujeres, lo que puede actuar como un bloqueo adicional para que los hombres denuncien su situación.
Si bien la prevalencia de la VPI contra los hombres con respecto a la de las mujeres es muy controvertida, en 4 de 5 tipos de estudios se reportó que, cuando la violencia es unidireccional, las mujeres agreden más; los hombres tienen menos probabilidades que las mujeres de denunciar la violencia doméstica a la policía. Tanto para los hombres como para las mujeres, la violencia doméstica es uno de los delitos menos denunciados en todo el mundo.
El IPV contra hombres es un área de investigación controvertida, con términos como la «simetría de género», el «síndrome del marido maltratado» y el «VPI bidireccional» que provocan un gran debate. Algunos académicos han argumentado que quienes se centran en la violencia perpetrada por mujeres forman parte de una reacción antifeminista e intentan socavar el problema de los malos tratos perpetrados por hombres defendiendo la causa del hombre por encima de la causa de la mujer maltratada. Otros acádemicos argumentan que la VPI contra los hombres es un problema importante y que no se denuncia, que los investigadores de la violencia doméstica y algunas académicas feministas han ignorado para proteger los logros fundamentales respecto a la visibilidad de las mujeres maltratadas, concretamente la opinión de que el maltrato de la pareja es una extensión de la «dominación patriarcal».  Una de las herramientas utilizadas para generar estadísticas sobre la perpetración de la VPI, la escala de tácticas de conflicto, es especialmente polémica.

## Incidencia
Debido a la reticencia por parte de los varones a hacer pública su situación o participar en estudios de campo, el alcance de esta problemática se torna difícil de evaluar, aunque diversas investigaciones indican que dentro de los distintos actos de violencia perpetrados contra estos se pueden encontrar: violencia sexual indirecta, como la ridiculización, acusaciones sin fundamento o ataques cuando no está en condiciones de responder sexualmente, violencia verbal, violencia física, violencia psicológica, entre otras.
Por otro lado, muchos hombres abusivos adoptan fácilmente una identidad de víctima. Por ejemplo, O. J. Simpson a menudo se refería a sí mismo como un «marido maltratado». En casos como este, reportar la victimización de IPV puede llevar a exponerse a sí mismos como abusadores. Las víctimas masculinas pueden temer a las personas asumiendo que la mujer es la verdadera víctima, y deben haber estado actuando en defensa propia o tomando represalias por el abuso.
Algunos investigadores sugieren que las estadísticas de violencia contra los hombres son poco concluyentes o contradictorias mientras que otros señalan que se producen ataques femeninos contra el hombre en igual medida que contra las mujeres; luego, los registros policiales y judiciales indican que el porcentaje de violencia masculina contra la mujer es significativamente superior, aunque puede deberse a la mencionada ausencia de denuncias y casos observables. La mayor revisión de estudios realizada hasta la fecha (con 1700 artículos científicos incluidos) indica una prevalencia comparable entre ambos sexos. Concretamente, las mujeres tienden a sufrir violencia de pareja en un porcentaje ligeramente superior (23,1% mujeres vs 19,3% hombres). Sin embargo, las mujeres también tienen tendencia a ejercerla con mayor frecuencia (28,3% mujeres vs 21,6% hombres). Además, los autores de la revisión revelan una menor tasa de victimización en varones cuando se les pide una respuesta libre a si han sufrido algún tipo de violencia, respecto a si se les pregunta por violencias concretas. En otras palabras, puede estar dándose el caso donde los varones, ante la misma situación vivida, tienen menor probabilidad de identificarla como violencia y buscar ayuda.
En este contexto, varios estudios realizados principalmente en Estados Unidos muestran una prevalencia que oscila entre de 0,2 a 1,4 por mil hombres, o que en 2005 aproximadamente un 19,1% de los varones casados son víctimas —donde se incluyen 8,3 puntos porcentuales correspondientes a violencia doméstica cruzada— y 16,9% de los varones en relaciones no maritales son víctimas —donde se incluyen 8,1 puntos porcentuales correspondientes a violencia cruzada—; en 2010, de acuerdo a la National Crime Victimization Survey del total de víctimas de violencia de pareja un 19,9% fueron varones; comparado con los datos de la National Crime Victimization Survey en 1977, donde sólo 3% de los actos de violencia dentro de la pareja implicaban actos perpetrados por mujeres y 97% a los varones, se observaría un crecimiento significativo en los reportes de prevalencia. Respecto a los asesinatos perpetrados por mujeres entre 1976 y 1987 en dicho país, se estima que un 31,4% fueron realizados contra su pareja o expareja —aunque aquí debiera incluirse el porcentaje de asesinatos provocados en la llamada «legítima defensa», en los cuales generalmente suelen haber casos de violencia contra la mujer—.
De acuerdo a los resultados de un estudio en Australia en 2005, el 0,9% de los encuestados varones habría recibido violencia de su pareja actual —versus 2,1% de las mujeres encuestadas—, mientras que un 4,9% adujo haberla recibido de sus exparejas —versus 15% de las encuestadas—. Otro estudio del mismo país que se realizó en 1999 estimó que 12,1% de los hombres reportó abuso físico o emocional por parte de su actual o expareja.
Este porcentaje de violencia femenina puede ser mayor que la ejercida por los hombres, como en Finlandia, donde una cuarta parte de los varones jóvenes ha declarado haber sido agredido por su pareja femenina.
Para el caso de parejas homosexuales, en una encuesta realizada en Inglaterra se observó que al menos el 35,2% de los sujetos sondeados indicaba haber experimentado violencia por parte de su pareja.

## Violencia de pareja

### General
La violencia de pareja que se ejerce contra los varones es generalmente menos reconocida por la sociedad que aquella donde las mujeres son las víctimas, lo que puede actuar como un ulterior bloqueo para que los hombres reporten su situación.: 1   En parejas en las cuales la violencia no es recíproca, el 71% de las agresiones violentas provienen de la mujer. Se ha dado incluso que mujeres periodistas o cantantes han golpeado a sus parejas varones.
La prevalencia y frecuencia ha generado innumerables debates, con diferentes estudios que arriban a conclusiones distintas para diferentes naciones, y muchos países que carecen totalmente de datos. Algunos investigadores creen que el número real de víctimas masculinas probablemente sea mayor de lo que las fuerzas policiales sugieren, debido al alto número de hombres que no reportan estos abusos.

### Violencia en relaciones heterosexuales

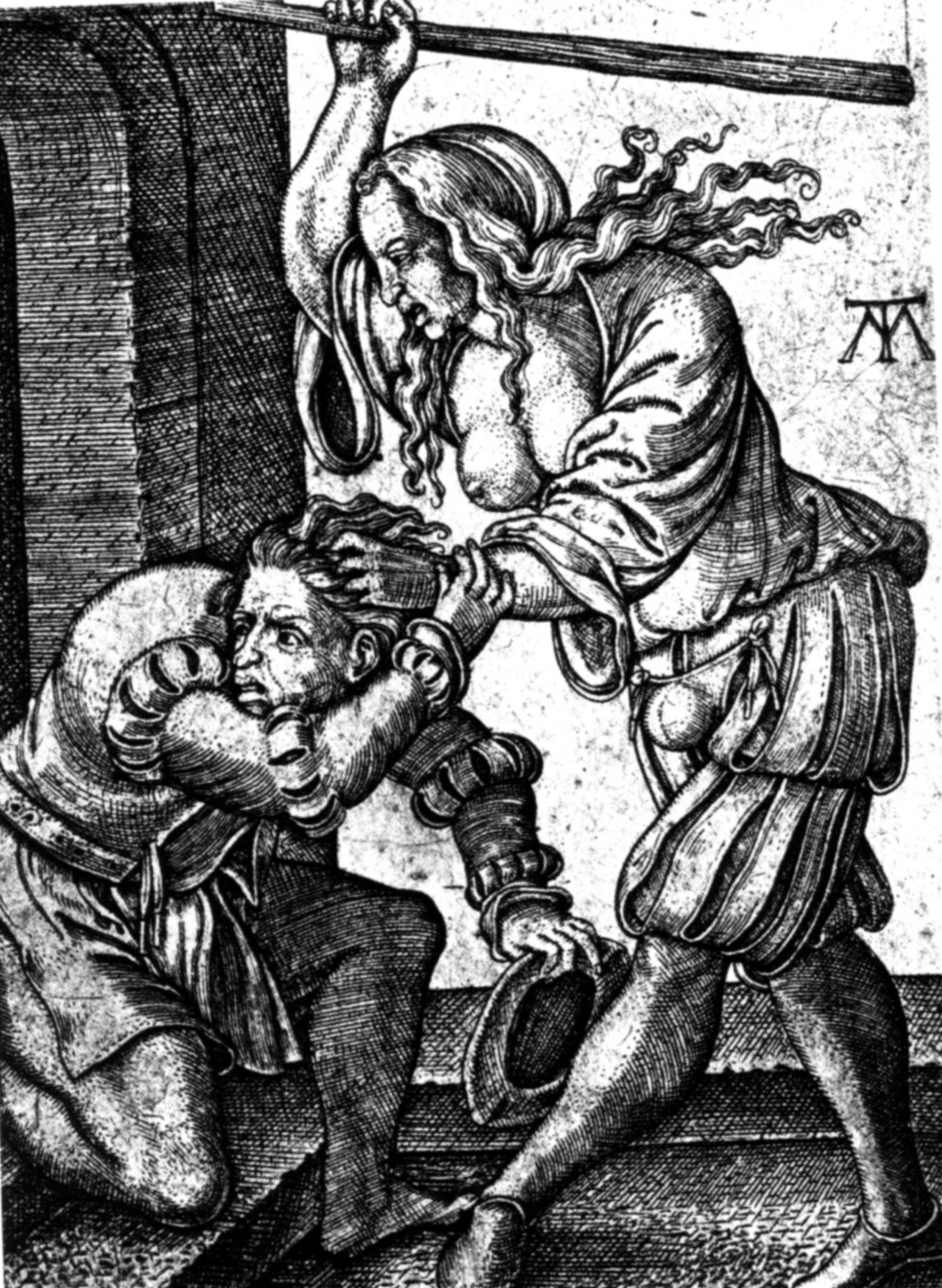
"Mujer golpeando a su marido"; grabado del de Alberto Durero.

Desde esta perspectiva y, en el marco de parejas heterosexuales, la violencia femenina sería socialmente menos reconocida que la masculina, y en ciertos casos, negada por los varones quienes no aceptan que son víctimas. Las mujeres por lo general utilizarían formas indirectas para expresarla y se sugiere que muchas veces cuando éstas han sido violentas, lo son con justificación por haber sido previamente víctimas; de esta idea nace el concepto de «agresor primario», que relaciona la actitud violenta de la mujer con la existencia ex ante de antecedentes como víctima. Sin embargo, también podrían encontrarse aquellas causales explicativas clásicas de la violencia, tales como el haber experimentado este problema durante la niñez y adolescencia, la edad, bajo nivel educacional y consumo de sustancias ilícitas.
Para algunos autores, el varón no denuncia a su pareja cuando es agredido porque la ideología sexista predominante influye en el sentido de que sienten «orgullo de hombre» y tienen «temor al ridículo». Dentro del contexto sociocultural del estereotipo de masculinidad, es frecuente que algunas de las víctimas encubran o disimulen el estar sufriendo este problema por temor a ser juzgados negativamente por el resto de la sociedad, por la policía —en el caso de la denuncia— o por cualquier tipo de autoridad encargada de acoger este tipo de atropellos. En algunos hombres, este comportamiento evasivo podría estar justificado por el temor a sentirse ridiculizados por sus amistades o compañeros de trabajo, o simplemente por retraimiento ante sus semejantes, mientras que vistos por las mujeres, al contrario, suelen asociar al hombre en algunos casos como unas verdadera víctima, necesitada de ayuda y relativamente «buena persona» al abandonar el machismo y actuar de manera sumisa ante la violencia que sufren.

### Violencia en relaciones de parejas del mismo sexo
Para el caso de la violencia doméstica que se observaría en este grupo, su estudio y análisis de prevalencia es de reciente data, toda vez que la concepción inicial de este tipo de violencia no incluía aquella que podía ocurrir en relaciones afectivas entre personas del mismo sexo; aquí, se observaría una actitud similar al del concepto de «agresor primario», aunque dentro de una lógica errada de «combate mutuo» ante situaciones de violencia de una de las partes hacia la otra.
Este grupo poblacional tendría mayor probabilidad de experimentar violencia de pareja versus la que tendrían los hombres heterosexuales, manifestándose esta de manera verbal, física y sexual; tal flagelo se vería alimentado también por la «heteronormatividad» —y la homofobia—, ya sea esta a nivel familiar —debido a la permanencia «en el armario» y la imposibilidad de salir de él—, laboral o sociocultural, lo que impediría aún más la apertura a hablar del tema o hacerlo saber a estas escalas sociales y, por lo tanto, dificultaría o imposibilitaría la denuncia. Por otro lado, aquellos que se catalogan como bisexuales experimentarían mayores tasas de victimización y mayor probabilidad de ser violentado por una pareja de sexo opuesto por las mismas razones.

## Críticas
Muchos críticos han rechazado la investigación citada por activistas de los derechos de los hombres y disputan sus afirmaciones de que tal violencia es «simétrica de género», argumentando que el enfoque de los activistas por los derechos de los hombres sobre la violencia de las mujeres contra los hombres se deriva de una «agenda política antimujeres» para minimizar el problema de la violencia sufrida por la mujer a manos del hombre y para «socavar los servicios a las mujeres maltratadas».
La literatura actual sobre la violencia en las parejas tiene puntos de vista alternativos en relación con la teoría de simetría de género. Una revisión de 2008 publicada en la revista Violence and Victims encontró que aunque la violencia situacional menos grave o el altercado eran iguales para ambos sexos, los hombres perpetraban abusos más graves y violentos. También se descubrió que la violencia física de las mujeres probablemente estaba motivada por la autodefensa o el miedo, mientras que la del hombre probablemente estaba motivada por el control. Otra revisión de 2011 publicada en  Aggression and Violent Behavior también encontró que aunque la violencia doméstica menor era igual, los hombres perpetraron violencia más severa. También se descubrió que los hombres eran más propensos a golpear, ahogar o estrangular a sus parejas, mientras que las mujeres eran más propensas a tirarle cosas a su compañero, abofetear, patear, morder, golpear o golpear con un objeto.
Los investigadores también han encontrado diferentes resultados en hombres y mujeres en respuesta a la violencia de pareja. Una revisión de 2012 de la revista Psychology of Violence encontró que las mujeres sufrieron desproporcionadamente como resultado de IPV especialmente en términos de lesiones, miedo y estrés postraumático. La revisión también encontró que el 70% de las víctimas femeninas en uno de sus estudios estaban «muy asustadas» en respuesta a la violencia infligida por sus parejas, pero el 85% de las víctimas masculinas mencionaron «sin miedo». La revisión también encontró que IPV medió la satisfacción de la relación para las mujeres, pero no lo hizo para los hombres.
La asimetría de género también es consistente en los hallazgos del gobierno. Según las estadísticas del Departamento de Justicia de los Estados Unidos, los perpetradores masculinos constituyeron el 96% del enjuiciamiento federal por violencia doméstica. Otro informe del Departamento de Justicia de los EE. UU. Sobre la violencia doméstica no fatal de 2003-2012 encontró que el 76% de la violencia doméstica se cometió contra las mujeres y el 24% se cometió contra los hombres. La Dra. Ruth M. Mann de la Universidad de Windsor, experta en sociología y criminología, expresó su oposición a la teoría de la violencia doméstica basada en la simetría de género sobre la base de que las mujeres y los niños son las principales víctimas en el «apilamiento anual». (Coyle, 2001) de víctimas asesinadas por parejas y padres íntimos en todo Canadá (AuCoin, 2005; Ogrodnik, 2006).

## Prevalencia

### Dificultades en las estimaciones
La determinación de la tasa de la violencia de pareja donde los varones son las víctimas puede ser difícil, dado que estos son más reacios que las mujeres a reportar haber sido abusados o a buscar ayuda. Una de las razones para esto es que la violencia de pareja contra los varones es usualmente menos reconocida por la sociedad que la violencia de pareja contra las mujeres.: 1  Adicionalmente, las víctimas heterosexuales masculinas de la violencia de pareja a menudo son juzgados duramente por «permitir» que una mujer les golpee. Este punto de vista está basado en la regla general de que los hombres son físicamente más fuertes que las mujeres, y en consecuencia deberían ser capaces de evitar cualquier tipo de violencia femenina: una visión que no tiene en cuenta que las mujeres violentas tienden a utilizar objetos durante la violencia de pareja a una tasa más alta que los hombres violentos.
Otra razón por la que los hombres son reacios a reportar la victimizacion se debe a los estereotipos socioculturales de la masculinidad; las víctimas masculinas de la violencia de pareja a menudo ocultan su sufrimiento debido al temor de ser juzgados negativamente por otros, y/o encontrar cuestionada su masculinidad.: 6   Para algunos hombres, el comportamiento evasivo se basa en el temor a ser ridiculizados por amigos o por compañeros de trabajo, por la vergüenza al relacionarse con sus pares y/o con mujeres no violentas. También por temor de que la gente diga que la mujer es la víctima real, y que debe haber estado actuando en defensa propia. Para que un hombre admita ser víctima de violencia de pareja, es necesario que abandone la «chapa» de machismo que la sociedad espera de los varones y admitir ser sumisos a una pareja femenina. Para algunos hombres, esta es una admisión que no están dispuestos, o no son capaces, de hacer. Algunas investigaciones han demostrado también un grado de aceptación sociocultural de la agresión de las mujeres contra los varones, mientras que existe una condena general de la agresión de los varones contra las mujeres. Esto puede conducir a que los hombres no se consideres a sí mismos como víctimas, o a que no se den cuenta de que la violencia de pareja que están sufriendo es un crimen.
Más aún, algunos estudios han demostrado que las mujeres que asaltan a sus parejas masculinas tienen más posibilidades de evitar ser arrestadas que los varones que atacan a sus parejas femeninas, y que las mujeres que perpetran violencia de pareja son a menudo vistas por la policía y las cortes como víctimas, más que criminales.] De este modo, los hombres temen que si reportan los hechos a la policía, se les presumirá como los agresores, y serán arrestados.] La Encuesta nacional de violencia familiar de los Estados Unidos (U.S. National Family Violence Survey) de 1985, conducida por Murray A. Straus y Richard J. Gelles, sobre una muestra nacionalmente representativa de 6.002 parejas, halló que cuando una mujer llamaba a la policía para reportar violencia de pareja, al varón se le ordenaba abandonar la casa en 41,4% de los casos. En cambio, cuando un varón llamaba, en ningún caso (0%) se les requería a las mujeres abandonar el hogar. Cuando una mujer llamaba a las fuerzas policiales, el hombre fue amenazado con ser arrestado en un 28,2% de los casos; cuando llamaba una mujer en ningún caso (0%) fueron amenazadas con ser arrestadas. Cuando una mujer llamaba a las fuerzas policiales, el varón fue amenazado con ser arrestado en algún momento posterior en un 10,7% de los casos; cuando un hombre llamaba, la mujer fue amenazada con el arresto en una fecha posterior en un 0% de los casos. Cuando una mujer llamó, el hombre fue arrestado en el 15,2% de los casos; cuando un hombre llamó, la mujer fue arrestada en el 0% de los casos. De hecho, en 12,1% de los casos en que el varón fue el que llamó, el mismo terminó arrestado.
Todos estos factores contribuyen a un nivel muy bajo de violencia de pareja reportadas por hombres. Por ejemplo, en un reporte de 1997 sobre lesiones relacionadas con la violencia tratadas en unidades de emergencia, realizado por el Departamento de Justicia de los Estados Unidos, indicó que significativamente menos hombres que mujeres revelaron la identidad de sus atacantes. Estadísticas indican que el sub-reporte es un problema inherente a la violencia de pareja, si importar el sexo. Por ejemplo, en Inglaterra y Gales, el Estudio de Investigación 191 del Departamento del Interior de 1995 ("Home Office Research Study 191"), desarrollado como un complementario a la Encuesta de Crimen Británica (British Crime Survey), arrojo como resultado 6,6 millones de incidentes de violencia de pareja en los doce meses previos, comparados con los 987.000 incidentes encontrados por la Encuesta del Crimen. La diferencia entre ambos radicaba en que el Estudio 191 era un cuestionario sobre una muestra poblacional elegida al azar, mientras que la Encuesta del Crimen obtenía sus números de los registros de delincuencia, esto es los casos realmente denunciados de violencia de pareja. Estudios complementarios llevados adelante en 2001 y desde 2004 en adelante, han registrado consistentemente tasas de violencia de pareja (cometidos tanto sobre hombres como sobre mujeres) significativamente superiores a las de las encuestas de delincuencia estándar. El reporte de 2010-2011 encontró que mientras el 27% de las mujeres que sufrieron violencia de pareja lo denunció a la policía, solo el 10% de los hombres hizo lo mismo, y mientras el 44% de las mujeres lo informó a una organización profesional, solo un 19% de los hombres hizo lo mismo. En un informe de 2005 desarrollado por el Consejo Nacional del Delito en la República de IrIanda se estimó que un 5% de los hombres que experimentado violencia de pareja lo denunciaron a las autoridades, en comparación con el 29% de las mujeres.

### Estimaciones de las víctimas masculinas

#### Inglaterra y Gales, República de Irlanda e Irlanda del Norte
En Inglaterra y Gales, el Estudio de Investigación 191 del Departamento del Interior de 1995 ("Home Office Research Study 191") estudió 10.844 personas (5,886 mujeres y 4.958 hombres) comprendidos entre los 16 y los 59 años, hallando que para el período de doce meses precedente al estudio 4,2% de los hombres habían experimentado violencia de pareja (violencia ejercida por la pareja intima). Durante toda la vida, esta cifra aumento al 14,9% de los hombres. De los 6,6 millones de incidentes de violencia de pareja correspondientes al año 1995, 3,25 millones involucraban a víctimas masculinas, con 1 millón de incidentes que resultaron en lesiones. Desde 2004, se han llevado registros anuales más detallados, como un estudio complementario agregado a los informes anuales de Crimen en Inglaterra y Gales. Estos informes han registrado de manera consistente tasas más altas de víctimas de violencia de pareja, tanto para hombres como para mujeres, que los estudios estándar sobre criminalidad. En el caso de víctimas masculinas, la cifra alcanza desde un pico del 4,5% en 2007/2008 a un mínimo de 3,1% en 2009/2010. En la República de Irlanda, un informe del año 2005 llevado a cabo por el Concejo Nacional del Crimen (National Crime Council) encontró que un 15% de las mujeres y un 6% de los varones habían sufrido violencia de pareja severo a lo largo de sus vidas, lo que equivale a aproximadamente 213.000 mujeres y 88.000 hombres En Irlanda del Norte, registros policiales correspondientes al año 2012, indicaron 2.525 víctimas masculinas de violencia doméstica, un incremento de 259 casos respecto de los registrados en el año 2011.

#### Estados Unidos y Canadá
En los Estados Unidos, el Estudio Nacional de Violencia contra las mujeres llevado a cabo por el Departamento de Justicia en 2000, estudió 16.000 personas (8.000 hombres y 8.000 mujeres) y halló que un 7,4% de los hombres informaron un ataque físico por parte de su actual o anteriores cónyuges, pareja en cohabitación, novio/novia o cita, a lo largo de sus vidas. Extrapolada a la población del país como conjunto, esta cifra equivale a 6.863.352 estadounidenses. Adicionalmente, 0,9% de los hombres informaron haber sido víctimas de violencia doméstica a lo largo del año inmediatamente anterior, lo que es equivalente a 834.732 hombres. También en el año 2000, la Encuesta Social General del Canadá encontró que un 7% de los hombres habían experimentado violencia de pareja desde 1994 a 1999, lo que totaliza 549.000 hombres. Otra Encuesta Social General del Canadá, de 2005, encontró que 6% de los varones había experimentado violencia de pareja entre los años 2000 y 2005, totalizando 546.000 hombres. Datos relativos a violaciones en campus universitarios, tales como los provenientes de un estudio conjunto del Instituto Nacional de Salud Mental (National Institute of Mental Health) y la revista Ms., hallaron que 1 de cada 7 hombres habían sufrido ataques sexuales en las Universidades de los EE. UU.
En 2013, los Centros para el Control y la Prevención de Enfermedades (CCPEEU) de los Estados Unidos hallaron que de una muestra de 16.000 adultos, 26% de los hombres homosexuales, 37,3% de los hombres bisexuales y 29% de los hombres heterosexuales habían sido víctimas de violencia de pareja, comparado con el 43,8% de las lesbianas, 61,1% de las mujeres bisexuales y 35% de las mujeres heterosexuales. Aunque el estudio halló que las lesbianas experimentan violencia de pareja a tasas más altas que las mujeres heterosexuales, reconoció también que la mayoría de la violencia de pareja perpetrada tanto a varones como a mujeres fue efectuada por varones. El Director de los CCPEEU declaró «Este informe sugiere que las mujeres y hombres homosexuales y bisexuales de este país sufren una pesada carga de violencia sexual y acoso por parte de sus parejas».

#### Nueva Zelanda
En Nueva Zelanda, el Estudio multi disciplinario de la Ciudad de Dunedin sobre salud y desarrollo, llevado a cabo durante 21 años y publicado en 1999, informó que de su muestra de 1.037 personas, 27% de las mujeres y 34% de los hombres declararon haber sido abusados físicamente por su pareja, con 37% de las mujeres y 22% de los hombres declarando haber perpetrado violencia de pareja. También en Nueva Zelanda, un informe del año 2009 de la Revista de Psicología Social Aplicada (Journal of Applied Social Psychology) evaluó muestras de estudiantes universitarios (35 mujeres, 27 varones), población en general (34 mujeres, 27 hombres) y participantes encarcelados (15 mujeres, 24 hombres), y halló que 16,7% de los varones encuestados informaron haber sufrido abuso físico (12,9% para los estudiantes y 15,4% para los convictos), mientras que 29,5% informó violencia bidireccional (esto es, ambos miembros de la pareja cometieron violencia de pareja el uno contra el otro), con incidencias de 14,5% para los estudiantes y 51,3% para los convictos

#### Chile
Respecto a las cifras disponibles en Chile, a nivel Nacional durante el año 2019 Fueron un total de 20.075 hombres que denunciaron violencia de sus parejas, aumentando la cifra de denuncias con respecto al año anterior de un 13,2% a un 14.8% a nivel nacional, respecto al total de denuncias, contando la Región Metropolitana un 30,18% de las denuncias totales.

#### Colombia
De acuerdo al Instituto Nacional de Salud, 11.026 hombres fueron víctimas de violencia en 2014. De ellos, 10.894 sufrieron a manos de un miembro de su familia; 4.953, violencia física; 3.743, privación y negligencia; 1.586, violencia sexual y 737 sólo violencia psicológica. Lo cual implica un veinte por ciento de los casos de violencia intrafamiliar son cometidos contra hombres, aunque el número podría ser mayor dado que las autoridades consideran que hay menos registro de este tipo de violencia cuando ocurre contra un hombre que contra una mujer. Esto representa un aumento del 8,7 por ciento respecto al año anterior.

#### México
En México, según antecedentes de la DIF Nacional, al 2004 un 2% de las denuncias son realizadas por varones, mientras que de acuerdo a los casos de agresiones de la Secretaría de Salud en 2010, un 40% de las denuncias tienen como víctimas a los hombres, cifra similar las de INEGI respecto a la violencia percibida por jóvenes durante el noviazgo.

#### Estudios internacionales
El Estudio internacional de violencia durante citas del año 2006 (International Dating Violence Study), el cual investigó la violencia de pareja entre 13.601 estudiantes de 32 naciones halló que alrededor de un cuarto de los estudiantes varones y mujeres habían atacado físicamente a una pareja durante ese año. Informó que un 24,4% de los hombres habían sufrido violencia de pareja menor y 7,6% habían sufrido agresión severa.

## Síndrome del marido maltratado
Otro aspecto controvertido de la violencia de pareja perpetrada por mujeres es la teoría del «síndrome del marido maltratado». A la luz de los hallazgos de la Encuesta nacional de violencia familiar de los Estados Unidos del año 1975 (U.S. National Family Violence Survey in 1975), Suzanne K. Steinmetz escribió un artículo en 1977, en el que acuñó el término, correlativo al de «síndrome de la mujer maltratada». Steinmetz llevó a cabo numerosas investigaciones empíricas antes de escribir su artículo. Utilizando una muestra no representativa de amplia base de cincuenta y cuatro parejas, Steinmetz halló que los hombres perpetraban violencia de pareja a una tasa del 47% y las mujeres a una del 43%. Halló además que mientras el 39% de los esposos habían arrojado objetos, también lo había hecho el 31% de las mujeres; 31/ de los esposos habían empujado a sus parejas, comparado con el 32% de las esposas; 20% de los esposos habían golpeado a sus esposas, 20% de esposas habían golpeado a sus esposos; 10% de los esposos habían golpeado a sus esposas con objetos, y un 10% de las esposas habían hecho lo mismo. En otro estudio, utilizando una muestra de cincuenta y dos estudiantes universitarios canadienses, Steinmetz halló que los hombres perpetraban violencia de pareja a razón del 23% y las mujeres a razón del 21%. Más investigaciones hallaron que tanto el 21% de esposos como el 21% de las esposas habían arrojado objetos; 17% de los esposos habían empujado a sus esposas, contra el 13% de esposas que habían empujado a sus maridos; 13% de esposos habían golpeado a sus esposas, 13% de esposas habían golpeado a sus esposos; 10% de esposos habían golpeado a sus esposas con un objeto, mientras que 12% de las esposas habían hecho lo mismo con sus esposos. En un tercer estudio, utilizando una muestra al azar de noventa y cuatro personas, Steinmetz encontró que los varones perpetraban violencia de pareja a una tasa del 32% y las mujeres a una del 28%. Mayores investigaciones hallaron que el 31% de los varones habían arrojado objetos, contra el 25% de las esposas; 22% de los esposos habían empujado a sus esposas, comparados con el 18% de las esposas que empujaron a sus esposos; 17% de esposos habían golpeado a sus esposas, 12% de esposas habían golpeado a sus esposos; 12% de esposos habían golpeado a sus esposas con un objeto y 14% de esposas lo habían hecho con sus esposos.
Estos hallazgos llevaron a Steinmetz a la conclusión de que la violencia de pareja era aproximadamente recíproca entre esposos y esposas, con un nivel similar de intencionalidad entre hombres y mujeres; «las mujeres tienen la misma probabilidad de elegir el conflicto físico para resolver conflictos de pareja que los hombres [...] las mujeres tienen el potencial de cometer actos de violencia y bajo ciertas circunstancias, llevarlos a cabo». De acuerdo con Malcolm J. George, el artículo de Steinmetz «representa un punto de partida y un desafío antitético a la de otro modo invasiva visión de la aparente universalidad de la vulnerabilidad femenina frente a la hegemonía masculina expuesta por los casos de esposas maltratadas».
El colega de Steinmetz, Richard J. Gelles, abordó públicamente la confusión causada por la investigación y los grupos defensores de los derechos del padre. «Distorsión significativa» de los datos en su respuesta pública. Violencia doméstica: no es un campo de juego par, «De hecho, los hombres son golpeados por sus esposas, están heridos, y algunos son asesinados. Pero, ¿todos los hombres son golpeados por mujeres golpeadas? No. Los hombres que golpean a sus esposas, que usan abuso emocional y chantaje para controlar a sus esposas, y luego son golpeados o incluso lastimados, no pueden considerarse hombres maltratados. Un hombre maltratado es aquel que es físicamente herido por una esposa o pareja y no la ha golpeado ni provocado psicológicamente».
Las afirmaciones de Steinmetz en su artículo, y su uso de la frase «síndrome del esposo maltratado», en particular, han provocado una gran controversia, con muchos estudiosos criticando su trabajo. Se la criticó en especial por no distinguir entre la agresión verbal y la agresión física o entre la intencionalidad y la acción (desear golpear fue considerado como golpear realmente). Por ejemplo, David Finkelhor arguye que la metodología de Steinmetz fue inaceptablemente acientífica. Sostiene que su trabajo ve toda la violencia como fundamentalmente similar; no hay diferenciación entre la violencia masculina y la femenina, o la violencia contra una criatura y la violencia contra una esposa, tales como una madre dando nalgadas a una criatura y un padre que rompe las costillas de la madre. Finkelhor ve esto especialmente importante en la medida en que no permite diferenciar entre el abuso y la violencia sistémica en curso y la violencia de una sola vez, o entre disciplinar a un niño y golpear una pareja.

## Causas
Linda Kelly escribe que «al conceder que las mujeres se ven involucradas en actos de violencia doméstica, su uso de la violencia es justificado como autodefensa -una reacción para salvar la vida de las mujeres que están siendo atacadas por sus parejas masculinas. El desarrollo del síndrome de la mujer maltratada como una defensa contra crímenes cometidos contra parejas masculinas abusivas, incluyendo el homicidio, evidencia la amplia aceptación del uso de la violencia por parte de la mujer como autodefensa». La teoría es que cuando las mujeres cometen violencia de pareja, esta está probablemente justificada porque previamente fueron víctimas y, en consecuencia, el varón fue el «agresor primario». Así, el comportamiento violento de las mujeres es ocasionado por su experiencia como víctima. Juan Carlos Ramírez sostiene que dado el modelo socialmente aceptado de la feminidad como sumisa, pasiva y abnegada, cualquier comportamiento que no sigue este estereotipo será percibido de manera exagerada como anormal y violento. Así, las mujeres serán percibidas como desproporcionadamente agresivas incluso cuando solo se estén defendiendo a sí mismas.
Sin embargo, varios estudios han encontrado evidencia de que solo una pequeña porción de la violencia de pareja perpetrada por mujeres está motivada por la defensa propia. Por ejemplo en un estudio de 1996 sobre 1.978 personas en Inglaterra, 21% de las mujeres que admitieron haber cometido violencia de pareja dieron la autodefensa como razón. Razones más frecuentes fueron «Obtener algo» (53%), «Dijo algo» (52%) y «Hacer hacer algo» (26%). En una encuesta de 1997 entre estudiantes universitarios de Canadá, Walter DeKeseredy y Martin D. Schwartz hallaron que el 62% de las mujeres que cometieron violencia de pareja no citaban bajo ningún concepto la autodefensa como un factor, mientras que solo 6,9% la mencionaban como el factor primario. En un estudio de cinco años realizado sobre una muestra de 978 estudiantes universitarios de California, concluido en 1997, Martin S. Fiebert y Denise M. González encontraron una tasa de violencia de pareja del 20% entre mujeres. Dentro de este grupo, se solicitó a las perpetradoras que eligieran las razones por las cuales atacaron a sus parejas, con la opción de elegir múltiples razones. El desglose de las razones tenía como la más frecuente «mi pareja no era sensible a mis necesidades» (46%). También entre las razones mencionadas más frecuentemente que la autodefensa se encontraba «deseaba llamar la atención de mi pareja» (44%) y «mi pareja no me escuchaba» (43%).
Buscando más allá de la defensa propia, algunos estudios han encontrado un rango de causas por las cuales las mujeres perpetran violencia de pareja. Escribiendo sobre la teoría feminista que se refiere al «patriarcado» como la sola causa de la violencia de pareja, y los problemas que una teoría tan estrechamente enfocada puede conducir, Murray A. Straus sentencia:
Patriarcado y la dominación del varón en la familia están claramente entre las causas (de la violencia de pareja), pero hay muchas otras. Sin embargo, con raras excepciones, los programas de tratamiento actuales para los delincuentes están basados en la presunción de que la causa primaria es la dominación masculina. En consecuencia, se procede con una presunción errada. Ilustran esta falaz aproximación basada en una única causa los programas de tratamiento de delincuentes exigidos por el estado que prohíben tratar otras causas, tales como habilidades inadecuadas para el manejo de la ira.
En 1992, una muestra al azar de 1257 canadienses halló que el 39% de las encuestadas informaron haber cometido violencia de pareja menor y 16,2% severa. Sus principales razones fueron en que confiaban en que su pareja masculina no las golpearía en retribución, perturbaciones psicológicas y abuso de alcohol. En 2006, Rose A. Medeiros y Murray A. Straus llevaron adelante un estudio sobre una muestra de 854 estudiantes (312 hombres y 542 mujeres) de dos universidades estadounidenses. Identificaron catorce factores de riesgo específicos comunes entre ambos, varones y mujeres, que habían cometido violencia de pareja: pobre manejo de la ira, trastorno antisocial de la personalidad, trastorno límite de la personalidad, tendencia a dominar relaciones, abuso de sustancias, historial criminal, trastorno por estrés postraumático, trastorno depresivo mayor, problemas de comunicación, celos, abuso sexual en la infancia, estrés y una actitud de aprobación en general de la violencia de pareja. En 2014 un estudio, que abarcó 1014 estudiantes, hombres y mujeres, cuya edad estaba comprendida entre la etapa final de la adolescencia y el principio de la veintena, halló que las mujeres son más propensas que en los hombres a ser controladoras y agresivas hacia sus parejas, a demostrar un deseo de controlar a sus parejas y a utilizar la agresión física para asegurar este control. La autora principal de este estudio, Elizabeth Bates, escribió que «esto sugiere que la violencia de pareja puede no estar motivada por los valores patriarcales y necesita ser estudiada dentro del contexto de otras formas de agresión, que tienen implicación potencial».
Otras explicaciones para la violencia de pareja perpetrada tanto por hombres como por mujeres incluyen la psicopatología, ira, venganza, lesiones en la cabeza, desequilibrios bioquímicos, sentimientos de impotencia, falta de recursos y frustración. Los investigadores también han encontrado una correlación entra la disponibilidad de servicios de atención de la violencia doméstica, un mayor acceso al divorcio, mayores ingresos para las mujeres y mejora en la legislación relacionada con la violencia doméstica y su aplicación, con caídas en la violencia de pareja perpetrada por mujeres.

## Respuestas
En numerosos lugares la policía ha expandido sus programas contra la violencia doméstica y unidades de respuesta en un esfuerzo de luchar contra la VEPI contra varones. Por ejemplo, el número total de mujeres procesadas en el Reino Unido se incrementó de 1.575 en 2004 a 4.266 en 2008/2009. Adicionalmente, en el Reino Unido se han habilitado refugios específicos para varones, aunque son relativamente pocos en comparación con el número de refugios para víctimas femeninas; en 2010, existen sesenta lugares de refugio disponibles para varones en Inglaterra y Gales, comparados con los 7.500 para mujeres.
La policía de Irlanda del Norte también ha hecho campaña para difundir el conocimiento del problema de la victimizacion de los varones y para promover la denuncia de incidentes. El primer refugio para víctimas masculinas abusadas, Men's Aid NI abrió a principios del año 2013. Su presidente Peter Morris ha recalcado que «La violencia doméstica contra los varones puede tomar muchas formas, incluyendo abusos emocionales, sexuales y físicos, así como amenazas de abusos. Puede producirse en relaciones heterosexuales y del mismo sexo y, como en el abuso doméstico contra mujeres, puede permanecer mucho tiempo sin ser denunciado»
En los Estados Unidos, el Proyecto de Abuso Doméstico (Domestic Abuse Project DAP), del condado de Delaware en Pensilvania, ha hecho campaña para asistir a las víctimas de ambos sexos por muchos años. LA Directora Ejecutiva del DAP, Rita Connolly, ha comentado «es duro para un varón incorporarse. Habitualmente lo hacen para conseguir que una abusadora femenina deje el hogar, en búsqueda del bienestar de los niños»". Aproximadamente un tres por ciento de los individuos apoyados por el DAP han sido hombres.
En 2009, en España, la diputada Rosa Díez pidió la apertura de centros similares a las casa de acogida, alegando la desigualdad creada por la ley.
El 10 de febrero de 2009 se inauguraron en Holanda cuarenta centros de acogida para hombres víctimas de violencia familiar.
La violencia de pareja contra los hombres no se consideraba tan atroz como contra las mujeres, tanto en la sociedad en general como en los tribunales. Mientras que los jueces aplicaban severos castigos a los hombres que golpeaban a sus esposas, las mujeres que golpeaban a sus maridos a menudo recibían poco castigo. Las expectativas sociales de género y matrimonio eran relevantes en estas discrepancias; muchos jueces y artículos de periódicos bromeaban diciendo que los hombres sometidos a violencia de pareja eran «débiles, lamentables y afeminados». Los hombres golpeados por sus esposas eran vistos como «tan poco varoniles que no merecían el cuidado o la protección de la sociedad». Sin embargo, a principios del siglo XX, los jueces aplicaban castigos más severos a las mujeres que ejercían violencia física contra sus maridos con la esperanza de disuadir lo que se percibía como un «resultado desfavorable del movimiento por los derechos de las mujeres».